# Тютюнники (Полтавський район)
Тютю́нники — село в Україні, у Щербанівській сільській громаді Полтавського району Полтавської області. Населення становить 32 осіб. До 2017 орган місцевого самоврядування — Щербанівська сільська рада.

## Географія
Село Тютюнники знаходиться за 2 км від правого берега річки Ворскла, примикає до села Щербані, за 0,5 км від сіл Гора та Шмиглі. Селом протікає пересихаючий струмок з загатою.

## Історія
12 червня 2020 року, відповідно до розпорядження Кабінету Міністрів України № 721-р «Про визначення адміністративних центрів та затвердження територій територіальних громад Полтавської області», село увійшло до складу Щербанівської сільської громади.
19 липня 2020 року, в результаті адміністративно - територіальної реформи та ліквідації Полтавського району(1925-2020), село увійшло до складу новоутвореного Полтавського району.